# باشگاه فوتبال کربی ماکسلو
باشگاه فوتبال کربی ماکسلو (به انگلیسی: Kirby Muxloe Football Club) یک باشگاه فوتبال در شهر کربی ماکسلو، کشور انگلستان است که در سال ۱۹۱۰ میلادی تأسیس شده‌است.